# Gavinane
Gavinane es una comuna o municipio del círculo de Nioro de Sahel de la región de Kayes, en Malí. En abril de 2009 tenía una población censada de 15 679 habitantes.
Se encuentra ubicada al oeste del país y al noreste de la región de Kayes, en la zona climática del Sahel, cerca de la frontera con Mauritania y la región de Kulikoró.